# Gymnothorax angusticauda
 Gymnothorax angusticauda és una espècie de peix de la família dels murènids i de l'ordre dels anguil·liformes.

## Morfologia
Els mascles poden assolir els 50,3 cm de longitud total.

## Distribució geogràfica
Es troba al Mar Roig i Indonèsia.